# Martin Bendík
Martin Bendík (* 27. April 1993 in Poprad) ist ein slowakischer Skirennläufer.

## Werdegang
Bendík bestritt sein erstes internationales Rennen im Citizen-Riesenslalom im Dezember 2008 in Bormio. 2014 nahm er an den olympischen Spielen teil. Sein bestes Resultat war der 43. Platz im Super-G.

## Erfolge

### Olympische Winterspiele
- Sotschi 2014: 43. Super-G, 45. Abfahrt

### Weltmeisterschaften
- St. Moritz 2017: 41. Abfahrt
- Åre 2019: 51. Abfahrt
- Cortina d’Ampezzo 2021: 31. Abfahrt, 31. Super-G

### Juniorenweltmeisterschaften
- Roccaraso 2012: DNF Abfahrt, 48. Super G, DNF1 Riesenslalom, DNF1 Slalom
- Jasná 2014: DNF Super G, DNF1 Super Kombination, 33. Abfahrt

### Weitere Erfolge
- Slowakischer Meister im Super-G und in der Super-Kombination 2012